# Legat (arvsrätt)
Legat är en viss egendom eller ett visst belopp som i testamente tilldelats någon särskild person. Ett legat är alltså inte allt som en person lämnar efter sig, och inte heller arv som består av viss andel av hela kvarlåtenskapen, utan är specificerat till exempelvis ett hus, en penningsumma, angivet lösöre eller nyttjanderätten till en viss egendom. Det är även en penningsumma som regelbundet delas ut från en stiftelse som uppkommit genom testamentariskt förordnande.